# 970
Évszázadok: 9. század – 10. század – 11. század
Évtizedek: 920-as évek – 930-as évek – 940-es évek – 950-es évek – 960-as évek – 970-es évek – 980-as évek – 990-es évek – 1000-es évek – 1010-es évek – 1020-as évek
Évek: 965 – 966 – 967 – 968 –  969 – 970 – 971 – 972 – 973 – 974 – 975

## Események

### Európa
- A Bulgáriát előző évben megszálló Szvjatoszlav kijevi fejedelem a Bizánci Birodalom ellen indít hadjáratot. Kijevi, bolgár, besenyő és magyar csapatokból álló seregével elfoglalja és kifosztja Philippopoliszt, majd megkerülve a jól védett Adrianopoliszt, Konstantinápoly felé indul. A Bardasz Szklerosz vezette bizánci sereg Arkadiopolisznál meglepi a támadókat és döntő győzelmet arat; Szvjatoszlav visszamenekül Bulgáriába. Ezt a hadjáratot tartják a magyar kalandozások utolsó fejezetének.
- A bizánciak nem tudják azonnal kihasználni a győzelmüket, mert Kis-Ázsiában az előző évben meggyilkolt II. Niképhorosz császár unokaöccse, Bardasz Phókasz fellázad. Ióannész Tzimiszkész császár leveri a felkelést és Bardaszt Khiosz szigetére száműzi.
- Meghal Polüeuktosz, Konstantinápoly pátriárkája. Utóda I. Baszileiosz.
- Dél-Itáliában a bizánciak ellentámadást indítanak és II. Marinus nápolyi herceg segítségével ostrom alá veszik Capuát, az előző évben foglyul ejtett Pandulf herceg városát. A Rómában tartózkodó Ottó német-római császár felmenti Capuát, majd békét köt Iaónnész császárral, Pandulf herceg pedig visszanyeri szabadságát.
- Meghal García Sánchez, Pamplona királya. Utóda fia, II. Sancho Garcés.
- Haakon Sigurdsson viking törzsfő Dániába csalja és meggyilkolja Szürkeköpenyes Harald norvég királyt, mert az évekkel korábban megölette az apját. Norvégia Kékfogú Harald király uralma alá kerül, aki Haakont küldi oda kormányzóul.
- Svédországban uralomra kerül az első, történelmileg is igazolható király, Győzedelmes Erik.

### Észak-Afrika
- Az Egyiptomot előző évben meghódító Fátimidák Dzsafar ibn Fallah vezetésével sereget küldenek Palesztina és Szíria elfoglalására. Ibn Fallah legyőzi az egyiptomi ihsídida dinasztia palesztinai helytartóját, Al-Haszan ibn Ubajdalláhot, majd jelentősebb ellenállás nélkül beveszi Damaszkuszt.
- A Fátimidák egyiptomi helytartója, Dzsauhar al-Szikilli parancsot ad a kairói al-Azhar mecset építésére.

## Születések
- Vilichi Szent Adelheid, német apáca
- Al Saríf al-Radi, arab teológus és költő
- III. Fulkó, anjoui gróf
- Heribert, kölni érsek
- III. Konstantin, skót király
- Leif Eriksson, viking felfedező
- Sázavai Szent Prokop, cseh remete
- III. Rudolf, burgundiai király
- IV. Szergiusz, római pápa

## Halálozások
- január 30. - I. Péter, bolgár cár
- február 5. - Polüeuktosz, konstantinápolyi pátriárka
- február 22. - I. García, pamplonai király
- II. Harald, norvég király
- Hászdái ibn Sáprut, zsidó orvos és diplomata
- Menáhem ben Szaruk, zsidó nyelvtudós